# История Андалусии

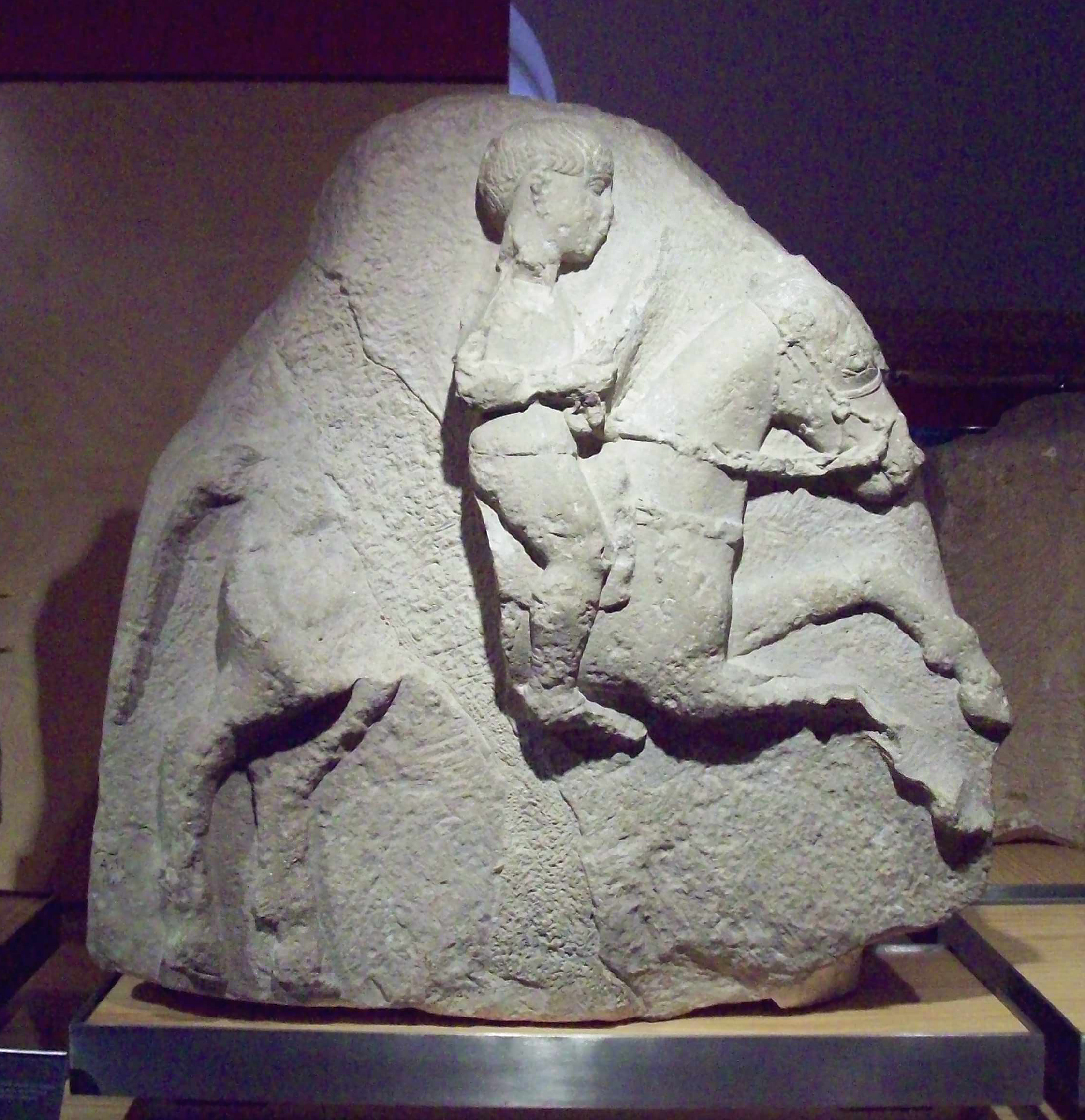
Всадник, рельефная статуэтка иберов из Осуны, в настоящее время экспонат Национального археологического музея Испании

История Андалусии началась на заре цивилизаций и включает множество событий, повлиявших на историю всей Европы. Стратегическое положение Андалусии в самой южной точки Европы, между северным континентом и Африкой, между Средиземным морем и Атлантическим океаном, а также богатые ископаемыми земли, плодородная почва и обширные территории (площадь Андалусии составляет 87268 км² — больше, чем некоторых европейских государств), привлекали внимание других цивилизаций с самого начала Медного века.
Согласно некоторым теориям, первые люди попали в Европу через Гибралтарский пролив, и первоначально стали селиться в Андалусии. Разные народы Восточного Средиземноморья искали здесь минералы, в результате чего первые культуры Андалусии (Лос-Мильярес, Эль-Альгар, Тартесс) несут в себя явные следы влияния восточных культур. Процесс перехода от доисторической эпохи к эпохе письменности (иногда называемый протоисторией) происходил под влиянием восточных народов, в первую очередь финикийцев и греков.
Андалусия была включена в общеевропейскую историю в результате захвата Пиренейского полуострова римлянами и романизации провинции Бетика, которая впоследствии стала важным экономическим и политическим центром Римской империи. Бетику посещали многие магистраты и сенаторы, a кроме того, в ней родились два римских императора: Траян и Адриан.
Культура Бетики пережила набеги германских племен: вандалов и, позже, вестготов. В течение V и VI веков провинция сохраняла практически полную независимость от Толедо. В этот период здесь жили такие известные личности, как Исидор Севильский и Эрменегильд.

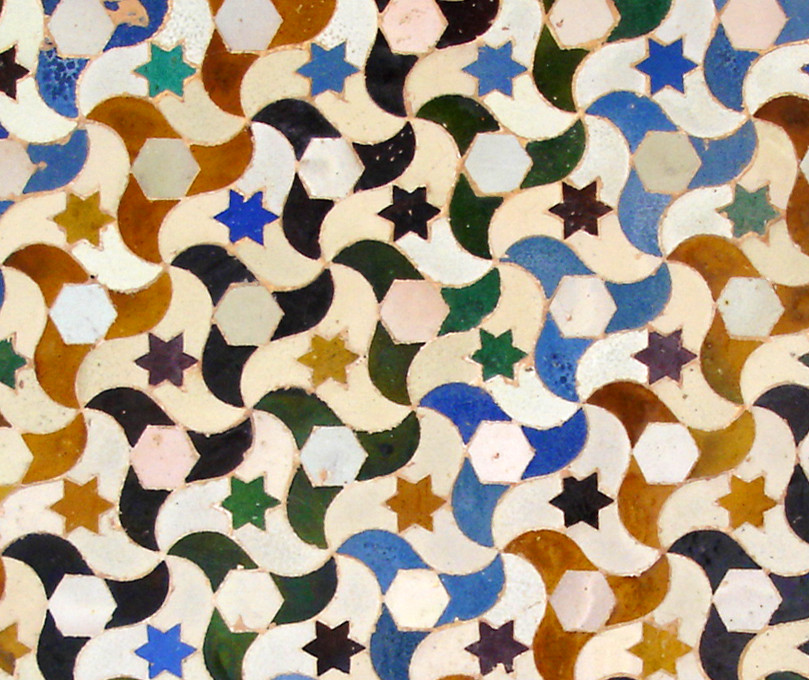
Панель из изразцов с арабесками из Альгамбра.

В 711 году из-за мусульманского вторжения на Пиренейский полуостров произошли важные культурные изменения. Территория Андалусии стала ядром различных мусульманских государств Аль-Андалуса. Её столица Кордова была в этот период одним из главных культурных и экономических центров мира. Период подъема Кордовы в Кордовском халифате Омейядов выпал на правление Абдаррахмана III и Ал-Хакама II. В X веке начался период тяжелого кризиса, который позволил христианским государствам севера полуострова продвинуться в процессе Реконкисты на юг. Экспансия христиан дважды останавливалась: Альморавидами и Альмохадами вновь объединявшими мусульманскую Испанию. Но между периодами централизации власти, полуостров распадался на десятки конкурирующих между собой государств.
Постепенно короли Кастилии завоевали государства Андалусии. Фердинанд III в XIII веке завоевал всю долину Гвадалквивира. Последнее мусульманское государство, Гранадский эмират, было завоевано в 1492 году.
В XVI веке, Андалусия лучше всего смогла использовать своё географическое положение, так как через её территорию шла торговля с Новым Светом. В Андалусии располагалось большое количество предприятий. В XVII веке Андалусия пережила упадок, что привело к восстанию в 1641 году андалузской знати против правительства герцога Оливареса.
Бурбонские реформы XVIII века не улучшили положение Испании в целом и Андалусии в частности они теряли свой политический и экономический вес в европейском и мировом контексте. Потеря испанских колоний в XIX веке очень сильно ухудшила её положение: Андалусия из самых богатых регионов Испании превратилась в один из самых бедных.
В XX веке, Андалусия получила в рамках Испании статус автономного сообщества.

## Доисторическая эпоха

### Палеолит

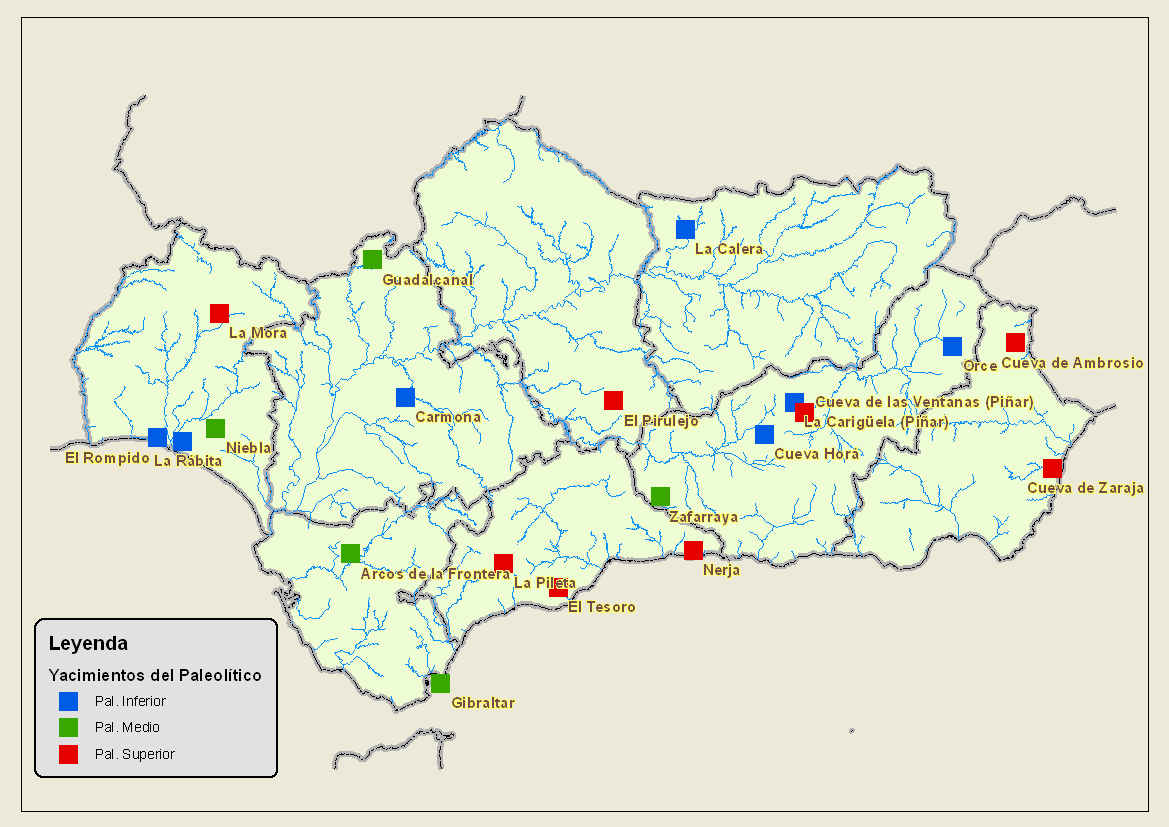
Палеолит Андалусии

Присутствие гоминидов в Андалусии возводят к нижнему палеолиту, их связывают с археологическими останками культур ашель между 700.000 и 400.000 лет назад. Но находка так называемого Человека из Орсы, возможно, указывает на большую древность. Основной зоны их обитания были террасах больших рек верхнего Гвадалкивира и южной Сьерра-Морены, население которых занималось в основном охотой и собранием. В период среднего палеолита, присутствующие неандертальцы и носители культуры мустье начали использовать пещеры как убежища. К этому периоду относят пещеры Карихуэла (Carihuela), около Пиньяра, Зайхар (Zájara), около Веры и гибралтарские пещеры. В верхнем палеолит произошло отступление ледника и появление хомо сапиенса который обитал на всей территории Андалусии. Материальная культура характеризовалась развитием камнеобработки и пещерной живописи. Пример этого - живопись пещеры Пилета, пещеры Амбросио , в Альмерии, Пещеры Нерия, Пещеры Мотиллас, Пещеры Малауерзо (Malalmuerzo), в Гранаде и Пещеры Моррон, в Хаэне.

### Неолит

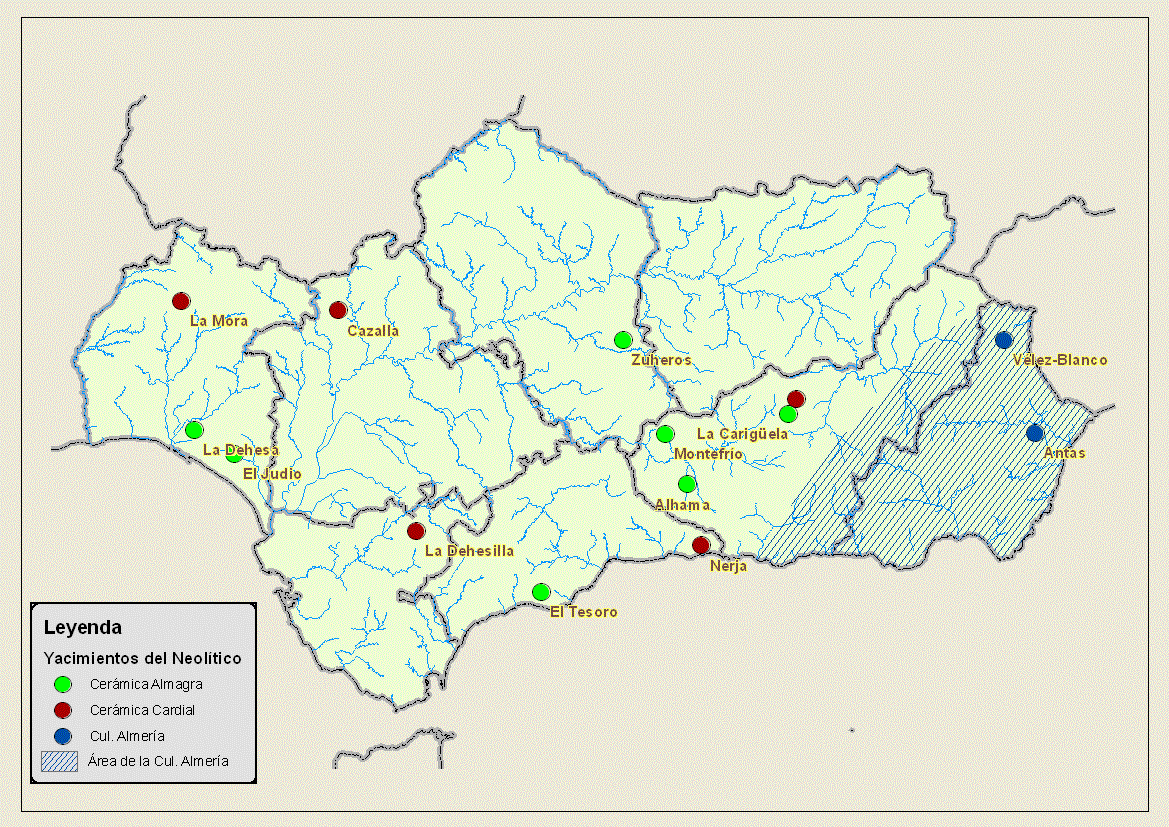
Неолит Андалусии.

### Переход к металлам

Тартесс.

Турдулы и их соседи.

## Древняя Андалусия

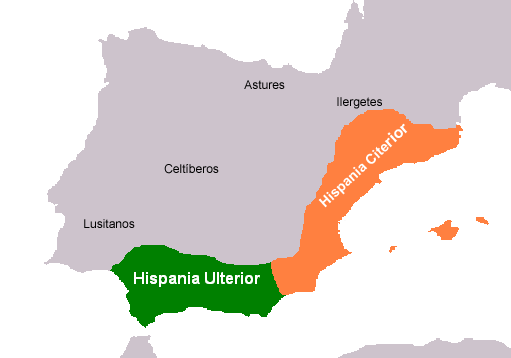
Дальняя Испания (Hispania Ulterior) и Ближняя Испания (Hispania Citerior), римскиe провинции в 197 до н. э.

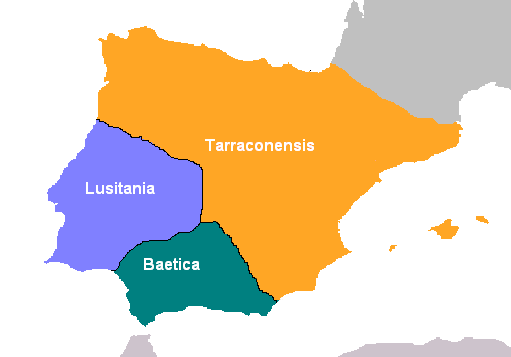
Провинция Бетика после реформы Цезаря Августа в 27 до н. э.

Провинция Бетика при Диоклетиане

.

## Андалусия в V - VIII веках

Испания около 476 года.

### Вандальская Андалусия
В 411 году, договорившись между собой варварские племена свевов, вандалов и алан разделили Пиренейский полуостров. Вандалы-силинги (управляемые Фридубальдом), более могущественные, чем их родственники вандалы-асдинги, получили плодородную провинцию Бетику (будущую Андалусию), которая в будущем получит их имя.

### Византийский период

Византийская Испания

### Вестготский период
После вторжения на полуостров в 418 году вестготов вандалы-асдинги ушли в Африку где стали основателями нового королевства.  Но новые хозяева  тоже не чувствовали себя уверенно. В 521 году папа римский назначил викарием Лузитании и Бетики епископа Севильи, выведя его из юрисдикции Таррагонской епархии.
В 531 году король вестготов Теудис для укрепления власти на юге, установил свою резиденцию  в Севилье. Он руководил неудачным наступлением на  завоеванную византийцами Сеуту. После этой войны Андалусия окончательно включается  в вестготское королевство.

Государство вестготов в 586—711 годах

Восстание Атанагильда, поддержанного византийцами и знатью Андалусии сделало его королём, но передало побережье Андалусии под власть Юстиниана I. Эти земли вошли в провинцию Испания. Но, византийское присутствие в Андалусии было недолгим, так как власть вестготы постоянно стремились его вернуть, что удалось в результате войн Леовигильда и Свинтилы.
В этот период  в качестве религиозных и культурных деятелей стали известны Леандр Севильский и Исидор Севильский.
В 710 году герцог Бетики Родерих был провозглашен королём вестготов.

## Мусульманская Андалусия VIII — XV веках
Вмешавшись в 711 году в ход войны между Родерихо и наследниками Витицы, Тарик ибн Зияд и Муса ибн Нусайр, наместник Северной Африки, после битвы при Гвадалете завоевали Пиренейский полуостров. Вплоть до 1492 года Андалусия была частью различных мусульманских государств.
После быстрого мусульманского завоевания Иберийского полуострова в 711—718 годы, была создана провинция, входившая в Омейядский халифат. Резиденцией её правителей носивших титул вали или эмир стал город Кордова

### Тайфы Андалусии

Тайфы Андалусии ок 1030 года

### Гранадский эмират

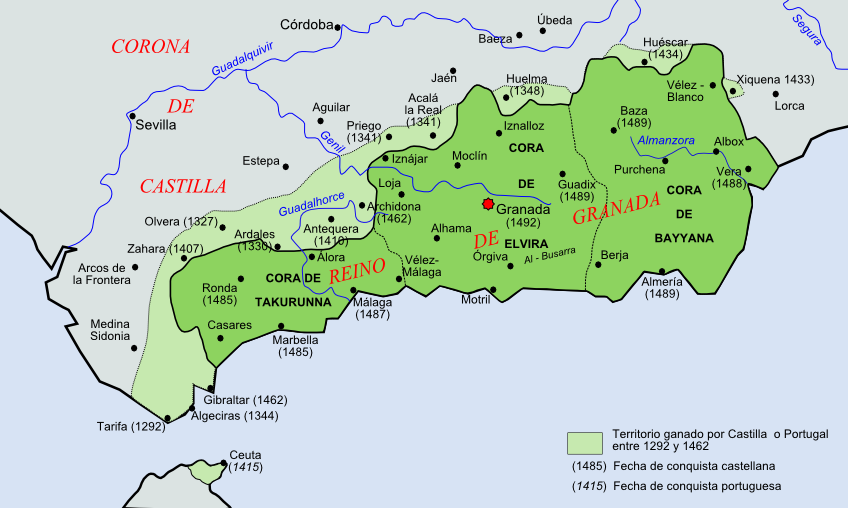
Гранадский эмират

### Андалусия под властью Кастилии

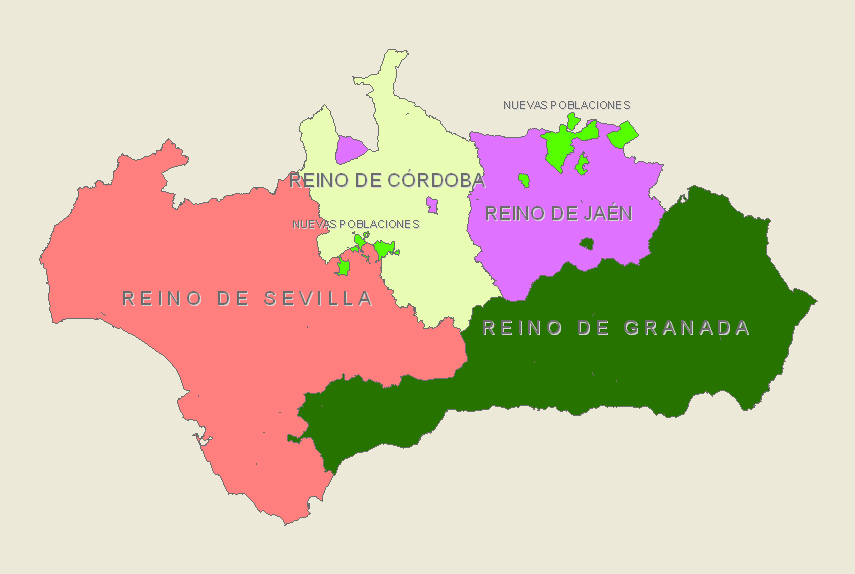

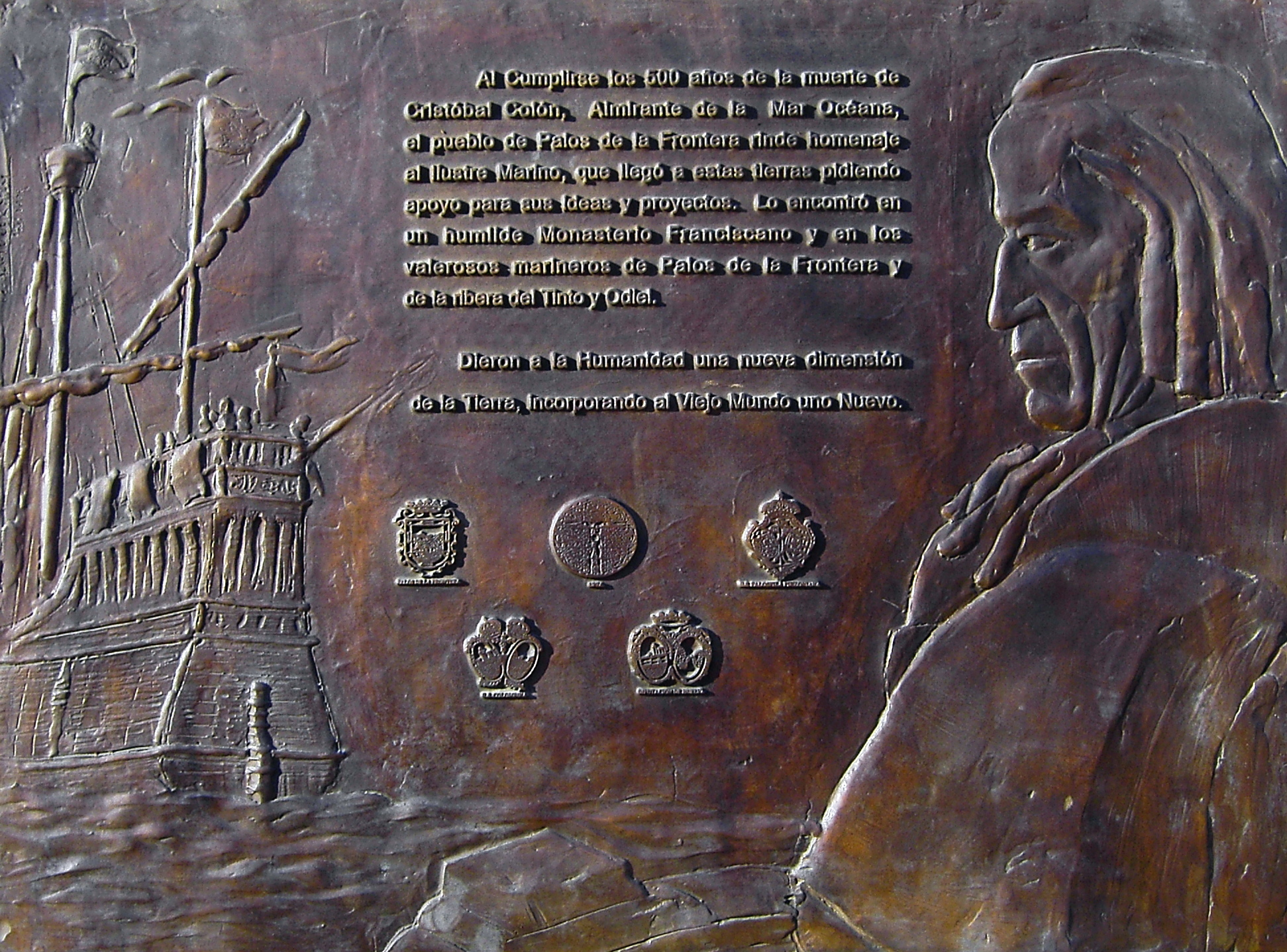
Памятная плита Колумбу

### Андалусия в XIX веке

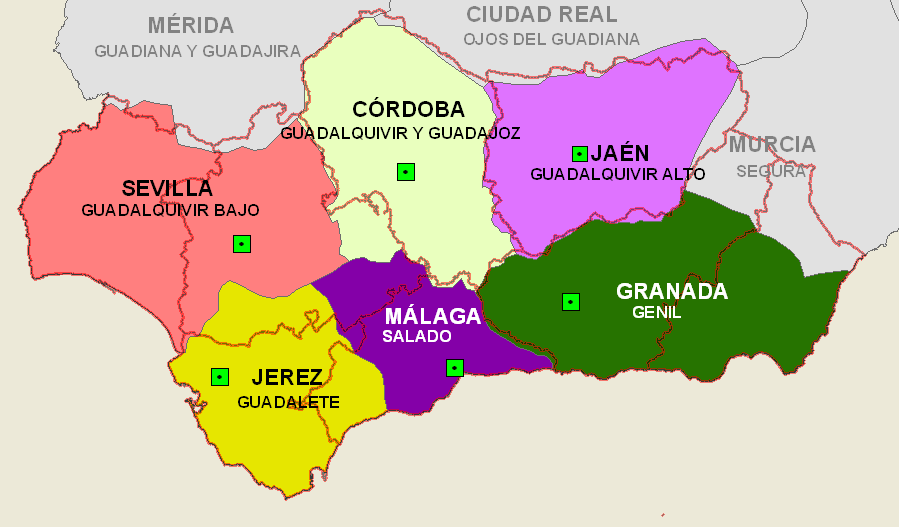
Андалусия около 1810 года

### Андалусия под властью кордовских Омейядов

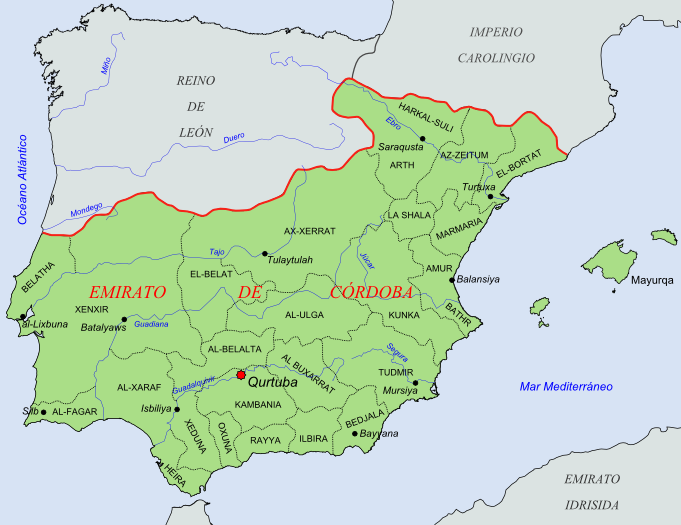
Андалусия в Кордовском эмирате

Андалусия в Кордовском халифате около 1000

В 750 году, после того как Аббасиды свергли Омейядов, эта семья была истреблена. Один из уцелевших её представителей, Абд ар-Рахман ад-Дахиль, бежал в Египет, а позже в Магриб. В конце 755 года, Абд-ар-Рахман высадился в Испании, захватил Кордову и провозгласил себя эмиром. Первоначально он формально признавал власть Аббасидов в Испании, но после конфликта 765 года упоминание Аббасидов в проповедях было запрещено. Большую часть своего правления он провел в борьбе христианскими государствами.